# U 88 (U-Boot, 1941)
U 88 war ein deutsches U-Boot vom Typ VII C, das im Zweiten Weltkrieg von der deutschen Kriegsmarine eingesetzt wurde.

## Geschichte
Der Auftrag für das Boot wurde am 25. Januar 1939 an die Flender-Werke in Lübeck vergeben. Die Kiellegung erfolgte am 1. Juli 1940, der Stapellauf am 16. August 1941, die Indienststellung unter Kapitänleutnant Heino Bohmann fand schließlich am 15. Oktober 1941 statt.
Das Boot gehörte nach seiner Indienststellung am 15. Oktober 1941 bis zum 30. April 1942 als Ausbildungsboot zur 8. U-Flottille in Königsberg bzw. Danzig. Nach der Ausbildung gehörte U 88 vom 1. Mai 1942 bis zum 30. Juni 1942 als Frontboot zur 7. U-Flottille in St. Nazaire und vom 1. Juli 1942 bis zu seiner Versenkung am 12. September 1942 als Frontboot zur 11. U-Flottille in Bergen.
Kommandant Bohmann lief mit U 88 zu drei Unternehmungen aus, auf denen er zwei Schiffe mit einer Gesamttonnage von 12.304 BRT versenkte.

## Einsatzstatistik

### Erste Unternehmung
Das Boot lief am 18. April 1942 um 7.00 Uhr von Kiel aus und lief am 3. Mai 1942 um 5.30 Uhr in Kirkenes ein. U 88 lief am 19. April 1942 zur Ergänzung in Kristiansand ein und am 20. April 1942 wieder aus. Das Boot lief am 24. April 1942 zur nochmaligen Ergänzung in Kirkenes ein und am 29. April 1942 wieder aus. Das Boot gehörte zur U-Bootgruppe Strauchritter. Auf dieser 15 Tage dauernden und 2.515,5 sm über und 60,25 sm unter Wasser langen Unternehmung in das Nordmeer wurden keine Schiffe versenkt oder beschädigt.
U 88 verlegte am 4. Mai 1942 über Skjomenfjord (6. Mai 1942), Harstad (6. Mai 1942), Narvik (10. Juni 1942) wieder nach Harstad (10. Juni 1942) und zurück in den Skjomenfjord (13. Juni 1942).

### Zweite Unternehmung
Das Boot lief am 17. Juni 1942 um 9.00 Uhr von Skomenfjord aus und lief am 11. Juli 1942 in Narvik ein. Es lief noch einmal am 17. Juni um 10.15 Uhr in Narvik ein und um 12.00 Uhr des gleichen Tages wieder aus. Zur Ergänzung lief das Boot am 11. Juli 1942 in Harstad ein und am gleichen Tag wieder aus. Auf dieser 25 Tage dauernden und 6.079,4 sm über und 97,7 sm unter Wasser langen Unternehmung im Nordmeer und Jan Mayen, wurden zwei Schiffe mit 13.653 BRT versenkt. U 88 gehörte zur Gruppe mit dem Tarnnamen "Eisteufel".
- 5. Juli 1942: Versenkung der US-amerikanischen Dampfer Carlton (Lage) mit 5.127 BRT. Der Dampfer wurde durch einen Torpedo versenkt. Er hatte 5.500 t Militärgüter inklusive Panzer, TNT, Munition und Verpflegung geladen und befand sich auf dem Weg von Reykjavík nach Archangelsk. Das Schiff gehörte zum Nordmeergeleitzug PQ-17.
- 5. Juli 1942: Versenkung des US-amerikanischen Dampfers Daniel Morgan (Lage) mit 7.177 BRT. Der Dampfer wurde durch zwei Torpedos versenkt. Er hatte 8.439 t Stahl, Verpflegung, Sprengstoff und Panzer geladen und befand sich auf dem Weg von Baltimore nach Archangelsk. Das Schiff gehörte zum Konvoi PQ-17. Es gab drei Tote und 51 Überlebende.

### Dritte Unternehmung
Das Boot lief am 25. August 1942 von Narvik aus und wurde am 12. September 1942 versenkt. Auf dieser 18 Tage dauernden Unternehmung im Nordmeer gegen den Geleitzug PQ 18, wurden keine gegnerischen Schiffe versenkt oder beschädigt.

## Verbleib
Am 12. September 1942 wurde U 88 im Eismeer südwestlich von Spitzbergen durch den britischen Zerstörer Faulknor auf der Position 75° 4′ N, 4° 49′ O im Marine-Planquadrat AB 2739 versenkt. Alle 46 Besatzungsmitglieder fanden dabei den Tod.
U 88 verlor während seiner Dienstzeit vor der Versenkung keine Besatzungsmitglieder.